# Meizixiang (ort i Kina, Shaanxi, lat 33,35, long 108,09)
Meizixiang är en ort i Kina. Den ligger i provinsen Shaanxi, i den nordvästra delen av landet, omkring 130 kilometer sydväst om provinshuvudstaden Xi'an. Antalet invånare är 2 401. Befolkningen består av 1 035 kvinnor och 1 366 män. Barn under 15 år utgör 12,0 %, vuxna 15-64 år 74 %, och äldre över 65 år 13,0 %.
Runt Meizixiang är det ganska tätbefolkat, med 108 invånare per kvadratkilometer. Närmaste större samhälle är Lianghezhen, 8,2 km söder om Meizixiang. I omgivningarna runt Meizixiang växer i huvudsak blandskog.
Genomsnittlig årsnederbörd är 1 075 millimeter. Den regnigaste månaden är juli, med i genomsnitt 217 mm nederbörd, och den torraste är december, med 2 mm nederbörd.